# 南流江三角洲
南流江三角洲，是广西最大的三角洲，分布于南流江及饮江。纵30多公里，横5-10公里，面积550平方公里。
地势低平土壤肥沃，沿岸潮滩发育良好。